# Agroecosistema

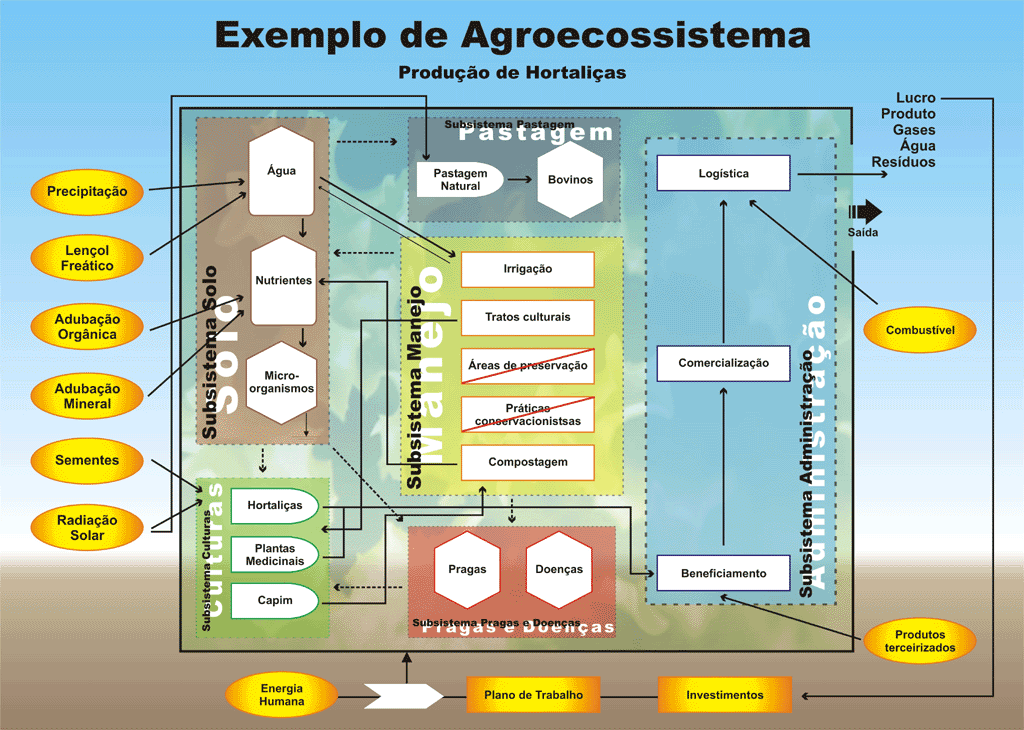

El agroecosistema o ecosistema agrícola puede caracterizarse como un ecosistema sometido por el hombre a continuas modificaciones de sus componentes bióticos y abióticos para la producción de alimentos y fibras. Estas modificaciones afectan prácticamente a todos los procesos estudiados por la ecología, y abarcan desde el comportamiento de los individuos, tanto de la flora como la fauna, y la dinámica de las poblaciones hasta la composición de las comunidades y los flujos de materia y energía.
La agroecología se sirve de los agroecosistemas como unidad de  espacio de observación. Para esta ciencia, se trata de una construcción social, producto de la coevolución de los seres humanos con la naturaleza, es decir, reflejo de relaciones socioecológicas, por lo que su definición no se ajusta exclusivamente a procesos de índole biológico, sino también considera los aspectos económicos y sociales.

## Tipos de ecosistemas agrícolas
Los agroecosistemas pueden clasificarse en diversos tipos:
- pastoriles: cuando lo que se utiliza es la biomasa vegetal para alimentación de ganado, es allí cuando hablamos de sistemas agropecuarios.
- silvícolas: cuando se foresta con árboles, que en general son las especies que el hombre considera de interés económico. Pudiendo hablarse de sistemas silvopastoriles[2] cuando se asocian árboles y pastizales para el ganado.
- cerealeros: cuando lo que se produce son cereales, maíz, sorgo, cacahuete, soja, girasol, algodón, trigo, cebada, colza, centeno, mijo, alpiste, etc.

## Impacto ecológico de los agroecosistemas
Como es un proceso generador de cambios intensos, la generación de agroecosistemas es el fenómeno más ampliamente extendido. Si comparamos el resto de las acciones humanas que modifican el ambiente, el agroecosistemas es el que afecta a la mayor superficie del globo terráqueo. Según estimaciones, más de la mitad de la superficie de la corteza terrestre ha sido destinada a la práctica de la agricultura (12%), la ganadería (25%) o la plantación de bosques artificiales (15%).
El mayor impacto de esta generalización y expansión de los agroecosistemas en el mundo ha sido la partición de los hábitats naturales en un primer momento y el consecuente aislamiento por fragmentación, descrito por Wilcox en 1980. Las consecuencias biológicas de la fragmentación es que este nuevo proceso se comportan como islas biogeográficas que son incapaces de sostener la misma cantidad de especies que contenían originalmente cuando estaban contiguos unos con otros. A partir del proceso de fragmentación la diversidad biológica disminuye drásticamente. Con el tiempo estas islas también desaparecen por la falta de control estatal, generándose agroecosistemas puros, generalmente herbáceos, allí donde en el pasado fueron bosques o estepas.
La ética ecológica de la agricultura reside en la destrucción del ecosistema prístino, y de la diversidad biológica en pos de sistemas agrícolas para unas pocas especies que el hombre denomina especies útiles. Estos agroecosistemas no son sustentables energéticamente, desde el advenimiento de la era de los combustibles fósiles, el balance energético sería posiblemente nulo si se midieran las diferencias kilocalóricas, empleadas en la agricultura, y las kilocalorías obtenidas. Es factible que sin combustibles fósiles muchos serían abandonados de tener que producir en economía solar.